# Misefa
Misefa is een plaats (község) en gemeente in het Hongaarse comitaat Zala, gelegen in het district Zalaegerszeg. Misefa telt 182 inwoners (2015).

## Geografie
Het dorp bestaat uit de drie delen:
- Régi falu (Oude dorp)
- Major (Voorwerk)
- Újsor(Newline)

## Geschiedenis
Misefa is waarschijnlijk een 13e-eeuws Hongaars dorp, voor het eerst bekend als Myxefolva, daterend uit 1352.

## Bezienswaardigheden

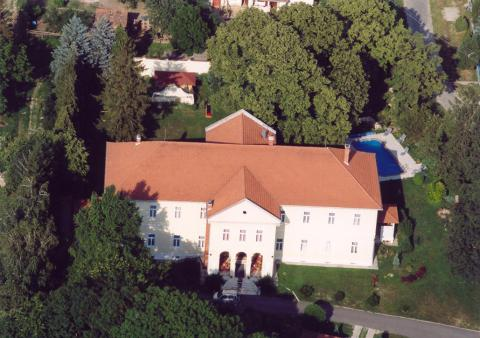
Luchtfoto van het kasteel

- Fábiánics-kasteel